# Западноевропейская епархия (Грузинский патриархат)
Западноевропе́йская епа́рхия (груз. დასავლეთი ევროპის ეპარქია) — епархия Грузинской православной церкви на территории Франции, Швейцарии, Мальты, Испании, Португалии и Италии.

## История
Первая волна грузинской эмиграции в Западную Европу началась после установления советской власти в Грузии в феврале 1921 года. Православные грузины окормлялись в церквах РПЦЗ и Константинопольской православной церкви.
В 1929 году в Париже иеромонах Григорий (Перадзе) с группой верующих основал грузинский приход во имя святой равноапостольной Нины, долгое время остававшийся единственным православным грузинским приходом за пределами Грузии. С 25 мая 1931 года до начала Второй мировой войны архимандрит Григорий был настоятелем храма, при котором основал церковный научный журнал «Джвари вазиса» («Крест из виноградной лозы» — так именуется крест святой Нины по грузински). Позже церковь вошла в юрисдикцию Константинопольского Патриархата.
После распада СССР началась Вторая волна грузинской эмиграции. Были образованы новые грузинские приходы: приход во имя великомученицы Кетеван в Страсбурге в 1999 году, приход святой царицы Тамары в Брюсселе и приход благоверного царя Вахтанга Горгасали в Мюнхене в 2001 году.
17 октября 2002 года решением Священного Синода Грузинской Православной Церкви на основе трёх этих приходов была создана Западноевропейская и Американская епархия, в которую вошли территории Австрии, Бельгии, Дании, Франции, Германии, Великобритании, Нидерландов, Ирландии, Италии, Люксембурга, Португалии, Испании и Швейцарии. Западноевропейская епархия стала первой епархией Грузинского Патриархата за пределами исторической Грузии. На момент образования епархии там служили три грузинских священника. Также сюда ввошли приходы грузинской диаспоры в Северной и Южной Америках.
Правящим архиереем был назначен митрополит Авраам (Гармелия), по словам которого «Необходимость создания зарубежной епархии была обусловлена тем, что многие наши соотечественники были вынуждены покинуть родину». Временным кафедральным центром в стала церковь во имя святой царицы Тамары в Брюсселе.
При приходах функционируют воскресные школы для детей, где изучается грузинский язык и литература, историю Грузии, Священное Писание. Для взрослых проводятся занятия по основам богословия и катехизису.
В 2008 году был создан Международный фонд развития Западноевропейской епархии, призванные содействовать реализации программ в области культуры, светского и духовного образования.
23 декабря 2009 года территория Великобритании и Ирландии отошла к новообразованной Великобританской и Ирландской епархии. Тогда же были созданы отдельные епархии для Северной и Южной Америк. Название епархии было изменено на «Западноевропейская».
На конец 2010 года епархия насчитывала 53 прихода.
3 июня 2014 года из Западноевропейской епархии были выделены Бельгийская и Голландская епархия на территории стран Бенилюкса и Австрийская и Германская епархия на территории Австрии и Германии. Одновременно Синод постановил во всех грузинских зарубежных приходах основать Центры духовности и культуры и воскресные школы. Воскресные школы основать также при всех действующих за рубежом грузинских храмах.